# Сотня (телесеріал)
«100», або «Сотня» (англ. The 100) — американський постапокаліптичний науково-фантастичний серіал на замовлення американського телеканалу CW, зйомки якого проходили у Ванкувері (Канада). Серіал розроблений Джейсоном Ротенбергом і заснований на однойменній серії романів американської письменниці Кес Морган. Прем'єра відбулася 19 березня 2014 року, а фінальний епізод вийшов 30 вересня 2020 року.
Сюжет обертається довкола ста молодих осіб, яких надіслали з космічної станції на Землю, що постраждала від радіації. Їх місія — дослідити, чи планета знову придатна для проживання. Вони згодом з'ясовують, що на планеті є інші вижилі та приховані загрози.

## Сюжет

### Передісторія
У недалекому майбутньому, після руйнівної ядерної війни, життя на Землі було знищено. Вижити вдалося тільки чотирьом сотням людей з орбітальних станцій, що кружляли навколо планети. Дванадцять космічних станцій, належали до різних країн, об'єднались для виживання, створивши новий штучний супутник — «Ковчег». Тринадцята станція, яка відмовилася приєднатися, була знищена. Спільнота, подолавши політичні розбіжності, протягом майже ста років жила в умовах гострого дефіциту ресурсів і простору, що спричинило створення суворої системи правил, де будь-яке порушення каралося смертю, а неповнолітні порушники ув'язнювалися до досягнення повноліття, після чого їх також очікувала страта.
Минуло 97 років, і Ковчег, де під керівництвом канцлера Телоніуса Джахи проживає близько 2400 осіб, опинився під загрозою. Всі системи життєзабезпечення Ковчега перебувають у критичному стані.

### Перший сезон
У 2149 році, коли системи життєзабезпечення Ковчега почали зазнавати збоїв, сто неповнолітніх злочинців було відправлено на Землю, щоб перевірити її придатність для життя. Якщо б планета виявилася непридатною, то ресурси, виділені для них, були б перерозподілені серед інших мешканців Ковчега. Засуджених спустили на Землю в капсулі, оснащеній браслетами для моніторингу їхніх життєвих показників.
Після прибуття на Землю, вони зняли свої браслети. Колишні ув'язнені виявили, що деякі люди вижили після апокаліпсису — Земляни, які живуть у кланах із власною боротьбою за владу; Женці — група землян, перетворених Гірськими людьми на канібалів для охорони; та Гірські люди, що оселилися у військовому бункері Маунт-Везер, місці запуску ракет, створеному для захисту високопосадовців від ядерної катастрофи. Під проводом Кларк та Белламі, неповнолітні злочинці намагаються вижити на поверхні, протистояти ворожим землянам та встановити зв'язок з Ковчегом.

### Другий сезон
Жителі гори Везер захоплюють і доставляють до свого бункера вцілілих членів сотні після битви наприкінці першого сезону. Гора Везер заселена людьми, які технологічно перевершують мешканців Ковчега, але не можуть залишити свій бункер через смертельний вплив навіть мінімальної дози радіації, на відміну від людей з Ковчега (адаптованих до сонячної радіації у космосі) та Землян (приспособлених до високого рівня радіації на поверхні Землі). Вони використовують кров ув'язнених землян для антирадіаційної терапії. Медичні тести 48 членів Сотні виявили, що їх кістковий мозок може допомогти Гірським Людям вижити за межами бункера, тому вони починають вилучати кістковий мозок у членів Сотні. Мешканці Ковчега, які здійснили аварійну посадку на Землі, утворили союз із Землянами для порятунку обох народів, назвавши своє основне поселення на станції Альфа «Табір Джаха». Сезон завершується рятувальною акцією полонених, що призводить до загибелі багатьох Гірських людей. У той же час колишній канцлер Джаха очолює пошуки міфічного «Міста світла», відкриваючи існування штучного інтелекту A.L.I.E., тоді як Джон Мерфі знаходить відео, яке вказує на зв'язок між ШІ та апокаліпсисом у минулому.

### Третій сезон
Війна з жителями Гори Везер завершилася перемогою Сотні, але мирне життя так і не наставило. Спочатку вони боролися за себе, потім за друзів, а тепер їм належить боротьба за всіх людей.
Нещодавно героям довелося зіткнутися з численними труднощами та розчаруваннями, але, незважаючи на це, більшість з них все ще сповнена надії та планів. Розділившись на декілька малих груп, нові земляни продовжують опинятися у небезпечних ситуаціях, борючись за своє життя та долю людства.
Станція Альфа, яку перейменували на Аркадію, перейшла під нове керівництво, коли Пайк, колишній учитель і наставник на Ковчезі, став канцлером і розпочав війну проти Землян. Пайк убив табір воїнів Землян, які прибули охороняти Аркадію, що ще більше погіршило їхні вже крихкі відносини під керівництвом головнокомандувачки Лекси. Згодом Лексу вбив її наставник під час невдалої спроби замаху на Кларк, з якою вона мала романтичні стосунки.
A.L.I.E., якому було наказано покращити життя людства, відреагував на проблему перенаселення, започаткувавши ядерний апокаліпсис, який спустошив Землю, і почав використовувати комп'ютерні чипи, які можна проковтнути, для контролю над розумами вцілілих.

### Четвертий сезон
У четвертому сезоні, через десятиліття недогляду, двадцять ядерних реакторів по всьому світу починають плавитися, що робить більшу частину планети непридатною для життя. Кларк та інші шукають шляхи виживання під час радіаційної катастрофи. Виявляється, що люди з чорною кров'ю, звані нічною кров'ю, можуть переробляти радіацію, тому Кларк та інші намагаються відтворити цю здатність, але не можуть перевірити результати. Знаходять старий бункер, який може захистити 1200 осіб від наступного апокаліпсису на п'ять років; кожен з дванадцяти кланів вибирає по сто осіб для перебування у бункері. Невелика група вимушена повернутися на Ковчег у космосі, щоб вижити. Кларк, яка тепер має нічну кров, залишається на Землі сама.

### П'ятий сезон
Шість років після катастрофи на ядерних реакторах до Землі повертається шахтарський космічний корабель «Елігій IV», заселений бунтівними злочинцями. Земляни від них дізнаються про експедицію на іншу планету, заплановану до першої ядерної аварії. До цього часу єдиним місцем, придатним для життя, залишається Мала Долина, де Кларк проживає з Маді, молодою дівчиною з нічної крові, яка також вижила після радіаційного удару, що накрив планету.
Ті, хто вижив у космосі та бункері, намагаються захопити Малу Долину. Розпочинається боротьба за неї між колишніми в'язнями та новоствореним кланом, яка завершується битвою, в результаті якої долина знищується вибухом бомби. Виживші втікають у космос і входять в стан анабіозу на борту «Елігій IV», сподіваючись пережити зниження рівня радіації на Землі. Проте Монті вважає, що планета, ймовірно, більше не оживе, і перед смертю направляє «Елігій IV» до нового світу.

### Шостий сезон
У шостому сезоні, після 125 років анабіозу, Кларк, Белламі та інші прокидаються і з'ясовують, що вони більше не знаходяться на орбіті Землі, а перебувають на новому населеному світі Альфа, також знаному як Санктум. Вони зустрічають нове суспільство, кероване правлячими родинами, які називаються Прайми, нащадками експедиції, відправленої з Землі у 2045 році.
Новоприбулі стикаються з новими небезпеками у цьому світі, таємничою повстанською групою, відомою як Діти Габріеля, і Аномалією, створеною інопланетним артефактом, покритим символами. Кларк стає заручницею Праймів і вступає в боротьбу за контроль над своїм тілом, яку вона в кінці виграє. Сезон завершується загибеллю більшості Праймів та втратою Еббі Гріффін і Маркуса Кейна. Протягом сезону Маді переслідує Полум'я Темного командира, злого лідера землян, який володів владою, коли Індра була дитиною. Щоб врятувати Маді, герої змушені знищити Полум'я, однак Темний командир утікає.

### Сьомий сезон
У сьомому сезоні мешканці Санктуму намагаються знайти спосіб жити разом у мирі після подій попереднього сезону, борючись із воскреслим Темним командиром. У той же час Кларк та інші вступають у конфлікт із таємничими Апостолами, людьми з іншого світу, які переконані, що Кларк тримає ключ до перемоги в Останній війні проти істоти, відомої як Суддя. Сезон також досліджує Аномалію, представлену в шостому сезоні, яку тепер ідентифікують як червоточину, що з'єднує шість планет, одна з яких — відроджена Земля. Після зникнення Беламі деякий час його вважали мертвим. Беламі повертається, але навертається на справу Апостола, пройшовши через досвід, що змінив життя, застрягши в холодних і підступних горах. Після повернення та навернення до справи Апостола це призводить до його смерті від рук Кларк.
Наприкінці серіалу Темний командир назавжди вбитий Індрою. Аномалію вдається активувати і Суддя вирішує чи гідні люди жити далі, або ж повинні бути знищені. Кларк провалює випробування Судді, проте завдяки втручанню Рейвен люди отримують ще один шанс і припиняють війну між собою. Таким чином людство в нагороду переходить на вищий рівень існування. Кларк відмовляється від нагороди та повертається на Землю, де її друзі, що залишилися в живих, і новий хлопець Октавії Левітт вирішують приєднатися до неї, щоб Кларк не була одна, навіть за умови, що тепер всі вони помруть бездітними. Серіал закінчується тим, що група Кларк лишається останніми людьми на смертному рівні існування, на відродженій Землі, яка тепер знову придатна для життя.

## Актори та персонажі
- Еліза Тейлор — Кларк Гриффін
- Пейдж Турко — радник, доктор Ебігейл Гриффін
- Томас Макдонелл — Фінн Коллінз
- Марі Авгеропулос — Октавія Блейк
- Боб Морлі — Белламі Блейк
- Крістофер Ларкін — Монті Грін
- Девон Бостік — Джаспер Джордан
- Елі Горі — Веллс Яха
- Ісайя Вашингтон — канцлер Телоніус Яха
- Генрі Єн К'юсик — радник Маркус Кейн
- Рікі Віттл — Лінкольн
- Ліндсі Морган — Рейвен Рейес
- Річард Хармон — Джон Мерфі
- Тася Телес — Еко
- Кріс Браунінг — Джейк Гріффін
- Адіна Портер — Індра
- Террі Чен — командор Шамвей
- Джарод Джозеф — Нейтан Міллер
- Сачін Сахель — Ерік Джексон
- Челсі Рейст — Харпер Макинтайр
- Олександро Джуліані — Сінклер
- Алісія Дебнем-Кері — Лекса
- Івана Миличевич — Шармін Дійоза
- Джесіка Хармон — Найла
- Луїза Д'Олівера — Еморі
- Зак Макговен — Роан
- Джей Ар Борн — Рассел Лайтборн VII / Шейдхед
- Чуку Моду — Хав'єр / Габріель Сантьяго
- Шелбі Фланнері — Гоуп Дайоза

## Список епізодів
| Сезон | Сезон | Епізоди | Оригінальна дата показу | Оригінальна дата показу | Рейтинг Nielsen | Рейтинг Nielsen    | Рейтинг Nielsen |
| Сезон | Сезон | Епізоди | Прем'єра сезону         | Фінал сезону            | Оцінка          | Глядачі (мільйони) |                 |
| ----- | ----- | ------- | ----------------------- | ----------------------- | --------------- | ------------------ | --------------- |
|       | 1     | 13      | 19 березня 2014         | 11 червня 2014          | 150             | 2,59               |                 |
|       | 2     | 16      | 22 жовтня 2014          | 11 березня 2015         | 157             | 2,46               |                 |
|       | 3     | 16      | 21 січня 2016           | 19 травня 2016          | 165             | 1,94               |                 |
|       | 4     | 13      | 1 лютого 2017           | 24 травня 2017          | 158             | 1,47               |                 |
|       | 5     | 13      | 24 квітня 2018          | 7 серпня 2018           | 182             | 1,61               |                 |
|       | 6     | 13      | 30 квітня 2019          | 6 серпня 2019           | 165             | 1,30               |                 |
|       | 7     | 16      | 20 травня 2020          | 30 вересня 2020         | В очікуванні    | В очікуванні       |                 |

## Виробництво
The CW Television Network купив сценарій пілотного епізоду у Alloy Entertainment на початку жовтня 2012, а 25 січня 2013 замовив зйомки пілотного епізоду. У ході кастингу кілька відомих акторів, що не властиво для серіалів The CW, приєдналися до пілота. Серед них були Генрі Єн К'юсик, Пейдж Турко та Ісайя Вашингтон. На головну роль була взята австралійська актриса Еліза Тейлор, яка раніше не працювала у США. 9 травня 2013 року канал затвердив пілот та замовив серіал для трансляції у сезоні 2013-14.
8 травня 2014 року серіал було продовжено на другий сезон. 11 січня 2015 канал продовжив серіал на третій сезон, який стартував 21 січня 2016. 11 березня 2016 року серіал було продовжено на четвертий сезон. 10 березня 2017 року серіал було продовжено на п'ятий сезон. Його прем'єра відбулася 24 квітня 2018. У травні 2018 року серіал було продовжено на шостий сезон. Прем'єра шостого сезону відбулася 30 квітня 2019. У квітні 2019 року серіал продовжили на сьомий сезон, який став фінальним.

## Сприйняття

### Критика
На агрегаторі кінорецензій Rotten Tomatoes серіал зібрав 93 % схвальних рецензій критиків, і 67 % схвалення від пересічних глядачів. Перший сезон виявився найнижче оцінений критиками (76 %), тоді як другий, п'ятий і сьомий отримали цілковите схвалення (100 %). На Metacritic середня оцінка склала 64 бали зі 100.
Емілі Ешбі з Common Sense Media описувала: «ця драма, заснована на однойменному антиутопічному романі, важка і не для слабкодухих. Попри те, насильство також не є безглуздим і необхідне для ілюстрації повідомлення серіалу про особисту свободу та права громади, а також відповідну роль впливу уряду в цьому конкретному суспільстві».
Згідно зі Screen Rant, серіал міг би завершитися на п'ятому сезоні, в якому відбувається емоційна кульмінація, а ставки зростають. Це також було б логічно з огляду на те, що сезони 1-5 відповідають першій книзі літературного першоджерела. Сезони 6-7 показують багато нових місць і не дають відповідей на деякі важливі питання, особливо щодо інопланетян. Однак, «Навіть якщо все закінчилося не так, як очікували або сподівалися глядачі, завжди є щось приємне в тому, що головні герої закінчують серіал у добрих стосунках. Це сфера, в якій п'ятий сезон не досяг би успіху».
Серіал зазнав широкої критики за те що, персонажі гомосексуальної орієнтації в ньому гинуть і загалом у них другорядні ролі. Особливо критикувалася смерть Лекси, яка сталася відразу після сексу з Кларк. Разом з тим її зникнення з «Сотні» пояснюється тим, що актриса Дебнем-Кері одночасно грала в серіалі «Бійтеся ходячих мерців».

### Нагороди
| Рік  | Нагорода     | Категорія                                                                                    | Номінант(и)                                                                         | Результат |
| ---- | ------------ | -------------------------------------------------------------------------------------------- | ----------------------------------------------------------------------------------- | --------- |
| 2014 | Премія Еммі  | Відмінні спеціальні і візуальні ефекти                                                       | Андрій Орлов Майкл Кліетт Тайлер Вайс Корнел Фаркас Кріс Поундс Ендрю Бейн Майк Рон | Номінація |
| 2014 | Нагорода Джо | Молодий актор в драматичному серіалі або комедійний гість зірки або виконавець головної ролі | Спенсер Дрівер                                                                      | Номінація |

## Скасований приквел
У жовтні 2019 року Ротенберг розпочав розробку приквелу «Сотні» для телеканалу The CW. Був замовлений пілотний епізод; серія «Анаконда» вийшла в ефір 8 липня 2020 року як епізод сьомого і останнього сезону. Серія приквелів має показати події за 97 років до оригінального серіалу, починаючи з ядерного апокаліпсису, який знищив майже все життя на Землі.
У лютому 2020 року повідомлялося, що Іола Еванс, Едін Бредлі та Лео Говард обрані на ролі Каллі, Різа та Огеста відповідно.
У листопаді 2021 року повідомлялося, що CW вирішив не просувати серію приквелів.